# Christine Giampaoli Zonca
Christine Giampaoli Zonca (* 22. Juli 1993) ist eine italienisch-spanische Rallye- und Offroad-Rennfahrerin. Ihr Spitzname ist „Christine GZ“. Im Jahr 2016 war Zonca Mitglied des ersten rein weiblichen Rallye-Teams, das bei der Rallye-Weltmeisterschaft antrat.

## Biografie

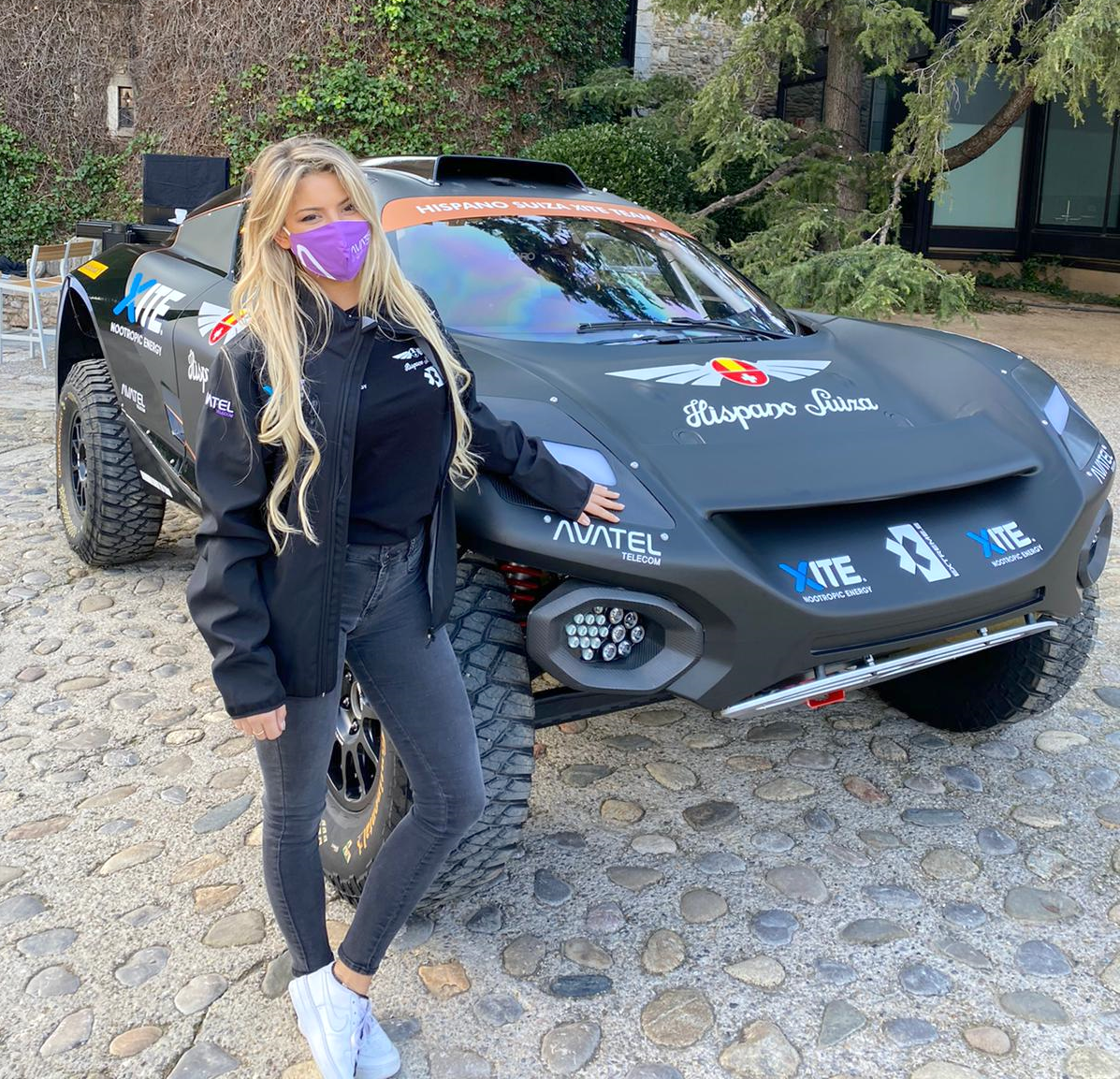
Christine Giampaoli Zonca vor ihrem Extreme E-Rennfahrzeug

Zonca wurde als Tochter italienischer Eltern in Indien geboren, wo sie 8 Jahre lang lebte, bevor sie nach Mailand und dann auf die Kanarischen Inseln zog. Sie absolvierte ein Studium der Motorsporttechnologie an der Birmingham City University.
Sie arbeitete zunächst in der Garage ihres Nachbarn. Das erste Chassis, das sie kaufte, war ein VW Golf II von 1988, gefolgt von einem Rallye-Corolla von 1989, den sie „Lolla“ nannte.
2014 gewann Zonca ihren ersten Titel, die Gesamtmeisterschaft der Kanaren.
2016 war sie Mitglied des ersten rein weiblichen Rallye-Teams, das in einer Rallye-Weltmeisterschaft antrat. Zusammen mit ihrer Beifahrerin Jeannette Kvick startete sie mit einem Peugeot 208 bei der Rallye Katalonien.
In der Debütsaison 2021 der Rennserie Extreme E startete Zonca zusammen mit Oliver Bennett für das Hispano Suiza XITE Energy Team. In der folgenden Saison wechselte sie zu Veloce Racing.

## Karrierestationen
- 2016: Rallye Katalonien
- 2017: Baja 1000
- 2021: Extreme E (19. Platz)
- 2022: Extreme E